# 胡昉 (弘治進士)
胡昉（1458年—？），字啓暘，浙江紹興府蕭山縣人，匠籍，明朝政治人物。

## 生平
弘治二年（1489年）己酉科浙江鄉試第四十八名舉人，弘治六年（1493年）中式癸丑科會試第一百五十九名，三甲第一百三十四名進士。授江浦县知县。

## 家族
曾祖胡子良；祖父胡仕能；父胡永芳，母湯氏。慈侍下。